# Dubové (Banská Bystrica)
Dubové (in ungherese Dobó) è un comune della Slovacchia facente parte del distretto di Zvolen, nella regione di Banská Bystrica.